# Iveco Czech Republic
Iveco Czech Republic, voorheen bekend als Karosa, is een Tsjechische fabrikant van autobussen. In de hoogtijdagen was Karosa de grootste busfabrikant van Tsjecho-Slowakije. In 2007 werd Karosa overgenomen door Iveco en van naam gewijzigd in Iveco Czech Republic. De fabriek is heden ten dage nog steeds in gebruik door Iveco Bus.

## Etymologie
De naam Karosa was een Tsjechisch acroniem en stond voor Továrna na Kočáry, Automobily, Rotory, Obráběcí stroje, Sekací stroje a Autobusy (Nederlands: Fabriek voor koetsen, auto's, rotoren, gereedschap, machines en bussen).

## Geschiedenis
In 1896 richtte Josef Sodomka in Vysoké Mýto een fabriek op voor het maken van koetsen onder de naam První východočeskou výrobu kočárů Josefa Sodomky (Eerste Boheemse fabrikant van koetsen Josef Sodomka). In 1925 begon het bedrijf naast koetsen zelf-ontworpen autocarrosserieën te produceren. Begin jaren 30 was Sodomka een winstgevend bedrijf, werden er showrooms geopend en won het bedrijf prijzen voor zijn ontwerpen. Er werden diverse soorten gebruikelijke auto's ontworpen, maar op aanvraag ook speciale voor beroemdheden van die tijd, zoals een bijzondere uitvoering van de Tatra 52 voor Jan Werich en een speciale uitvoering van de Aero 50 voor toenmalig president Edvard Beneš. Ook werden ontwerpen gemaakt voor andere (Tsjechische) autofabrikanten en werd gestart met de productie van bussen voor stadsvervoer.
In 1948 werd het První východočeskou výrobu kočárů Josefa Sodomky overgenomen door de staat. Korte tijd later werd de naam gewijzigd in Karosa. Op dat moment was Karosa de enige busfabrikant van Tsjecho-Slowakije, omdat private fabrikanten als Škoda en Praga niet mochten concurreren met het staatsbedrijf.
Aan het einde van de jaren 50 begon Karosa met de productie van bussen voor streekvervoer. De eerste was de 706 RTO op basis van een ontwerp van Škoda. Deze bussen werden op internationale evenementen getoond, zoals de Expo 58 in Brussel. Ook werd er een versie van de 706 RTO voor langeafstandsvervoer gemaakt en een prototype van een gelede uitvoering, die uiteindelijk nooit op de markt verscheen. De 706 RTO werd in 1964 vervangen door de Karosa Š-serie. Van die serie werd tevens een trolleybusvariant uitgebracht.
De huidige fabriek werd in 1972 gebouwd. In 1981 kondigde Karosa de Karosa 700-serie aan. In 1989, na de val van het communisme, had Karosa moeite om mee te komen met de economische veranderingen, wat ten koste ging van de productkwaliteit. Daarop werd besloten de productiecapaciteit te verlagen van 3400 naar 1000 bussen per jaar. Ondanks dat investeerde de Franse auto- en (toen nog) busfabrikant Renault in Karosa om de productie overeind te houden. De fabriek en het productieproces konden daardoor volledig gemoderniseerd.
Na de eerdere investeringsronde nam Renault Karosa in 1994 in zijn geheel over. In 1995 kwam de Karosa 900-serie op de markt, gebaseerd op de 700-serie. In 1999 werd Karosa onderdeel van de holding Irisbus, welke kort daarvoor door Renault en Iveco was opgericht. Iveco nam Irisbus in 2003 over. De focus van Karosa kwam sindsdien te liggen op het produceren van bussen van Irisbus, in plaats van zelf-ontworpen bussen. De Irisbus Arway, Irisbus Récréo en Irisbus Citelis, allen gemaakt in de Karosafabriek, werden verkocht in Frankrijk, Italië, Duitsland, Finland, Zwitserland, Rusland, de Benelux, Guadeloupe, Réunion, Beiroet en Egypte.

## Huidige activiteiten
In 2007 werd de naam Karosa gewijzigd in Iveco Czech Republic. Anno 2025 is dit de grootste busfabriek van Europa. In de fabriek worden de Iveco Bus Crossway en Iveco Bus Urbanway gebouwd.
In Tsjechië worden sinds 2014 meer bussen per miljoen inwoners geproduceerd dan in andere landen.

## Galerij

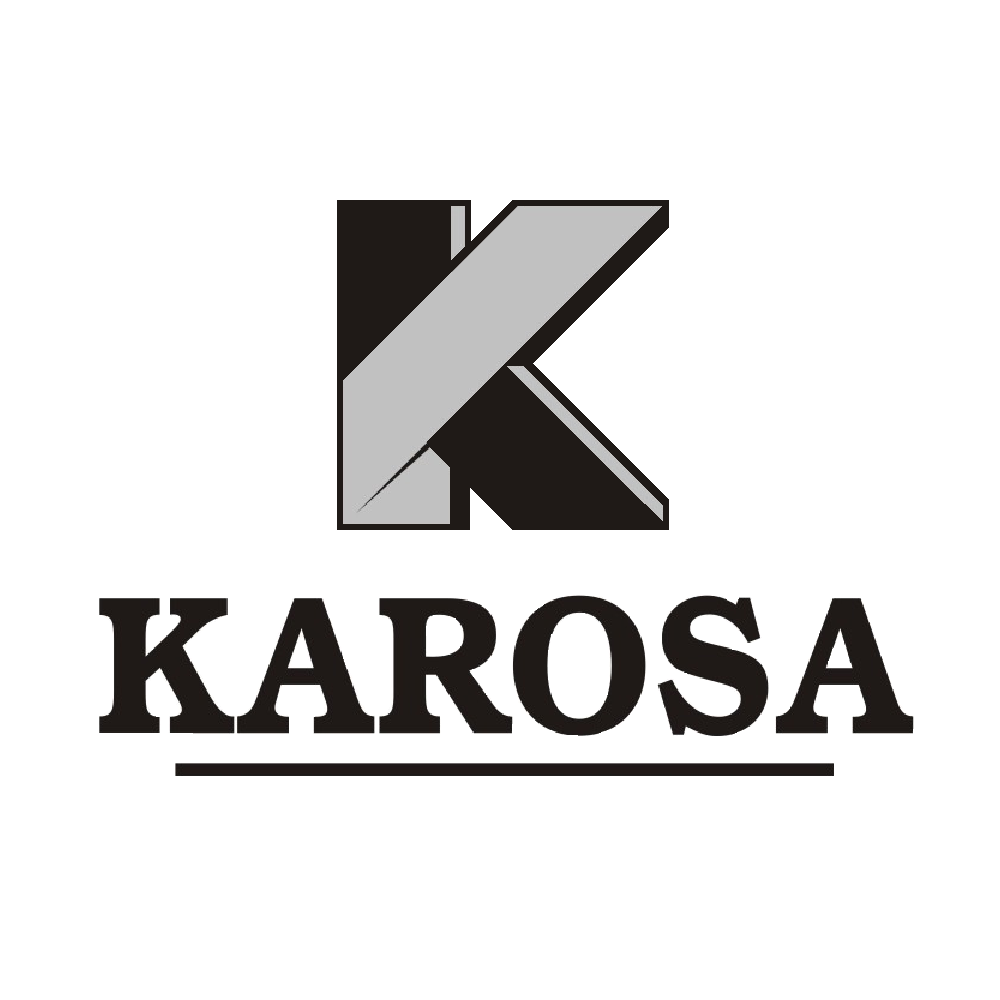
Karosa-logo (1999)
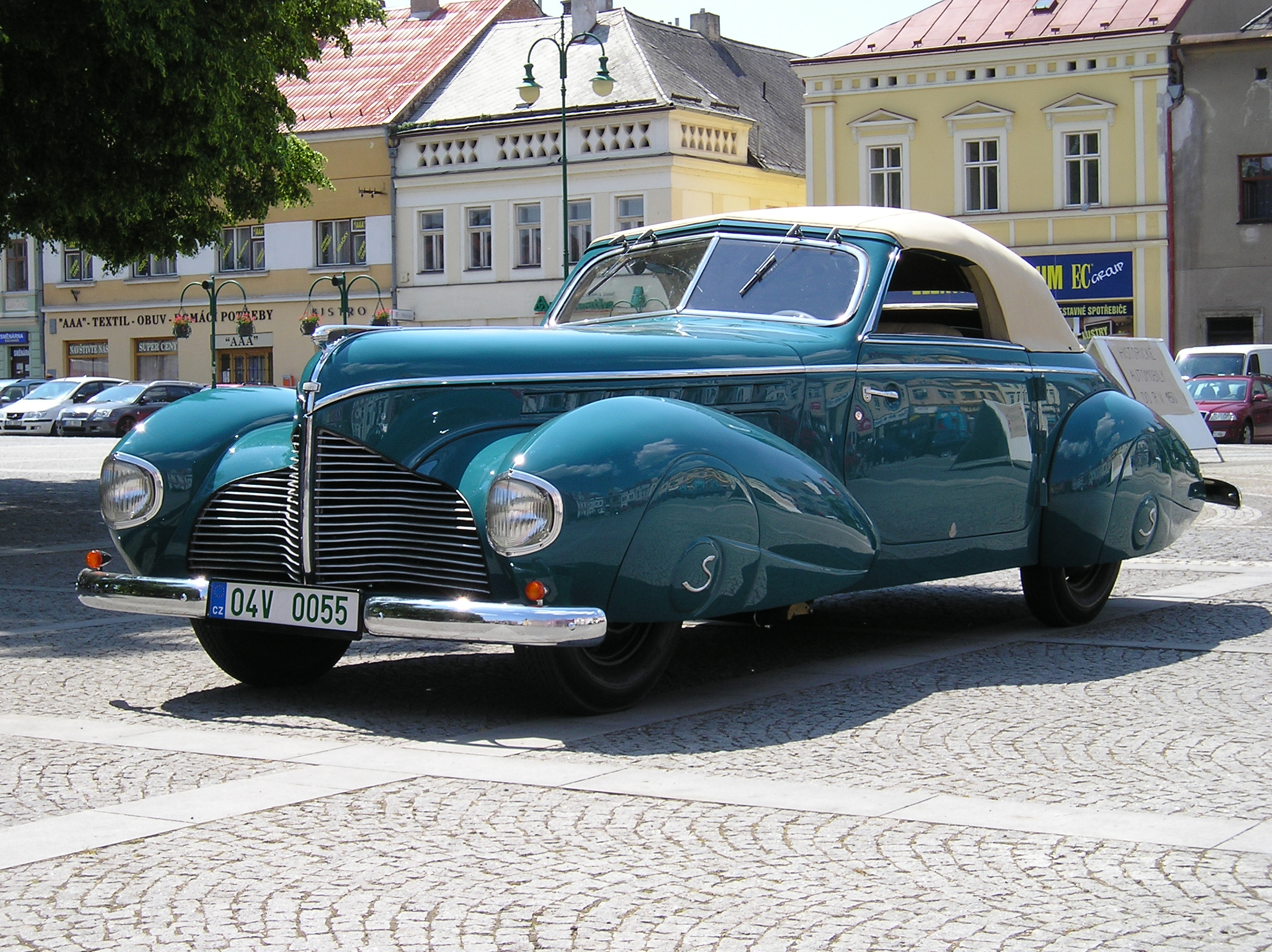
Aero 50, speciale uitvoering van Sodomka (Karosa)
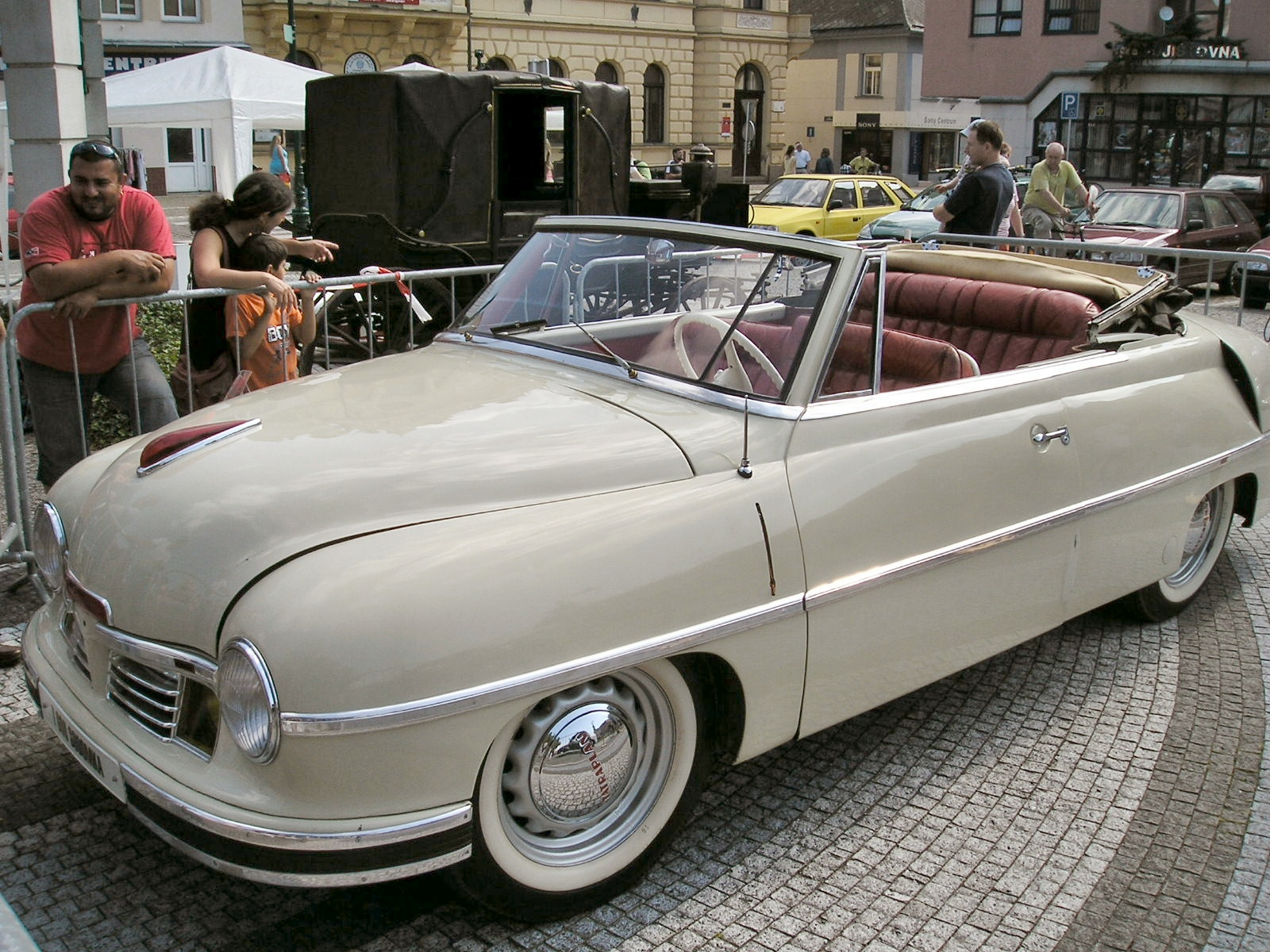
Tatra 600, speciale uitvoering van Sodomka (Karosa)
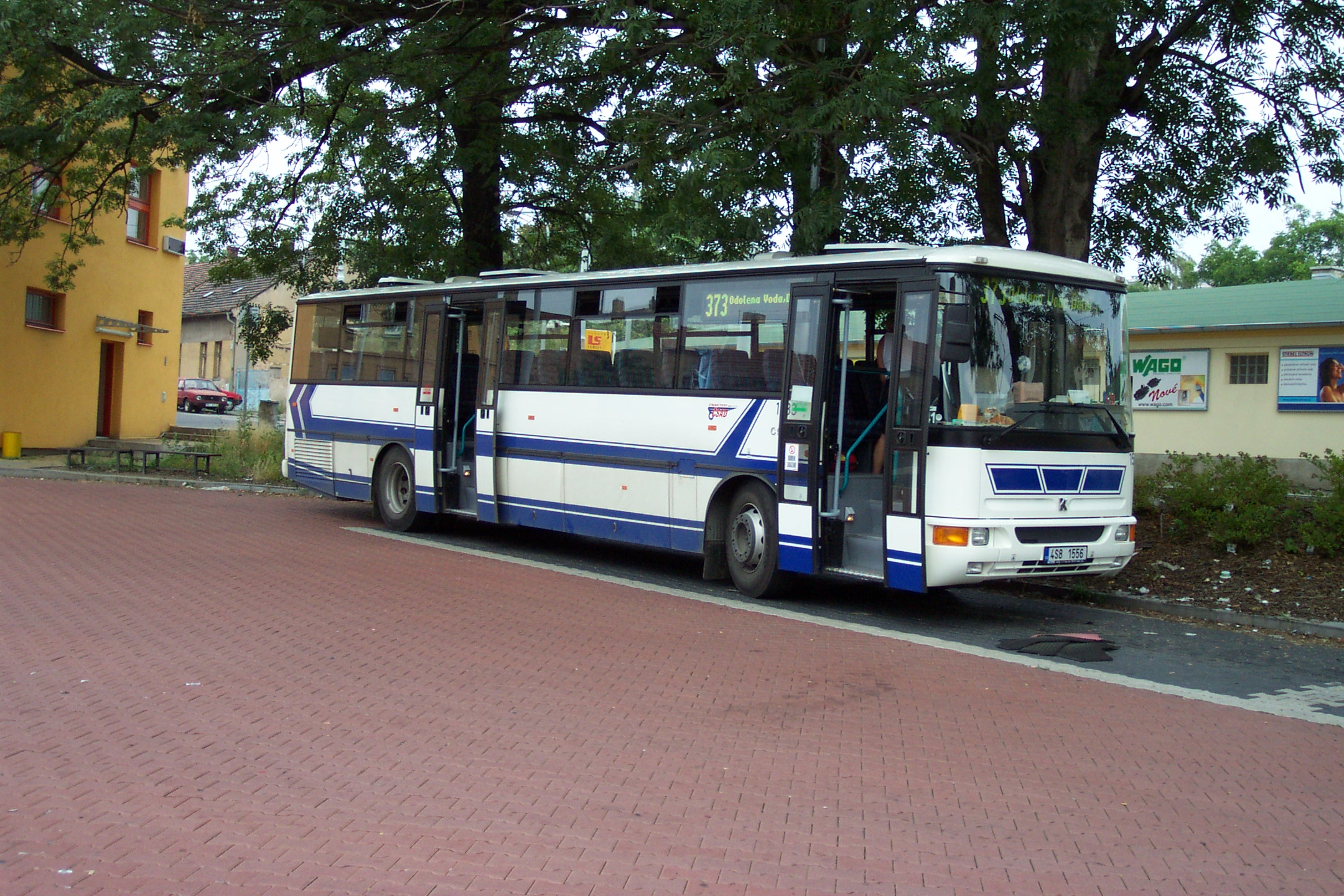
Karosa C 954 in Praag
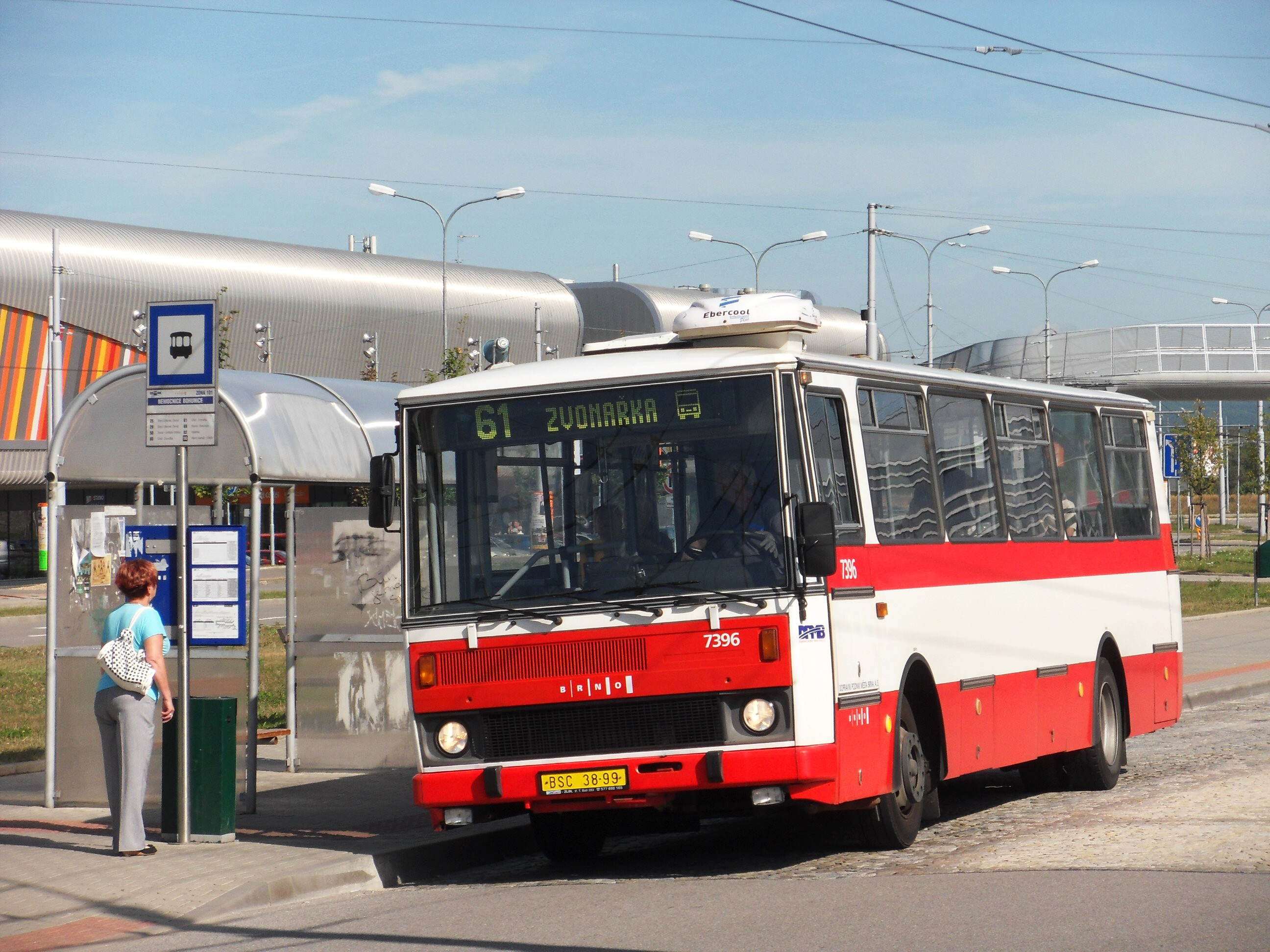
Karosa B 732 in Brno
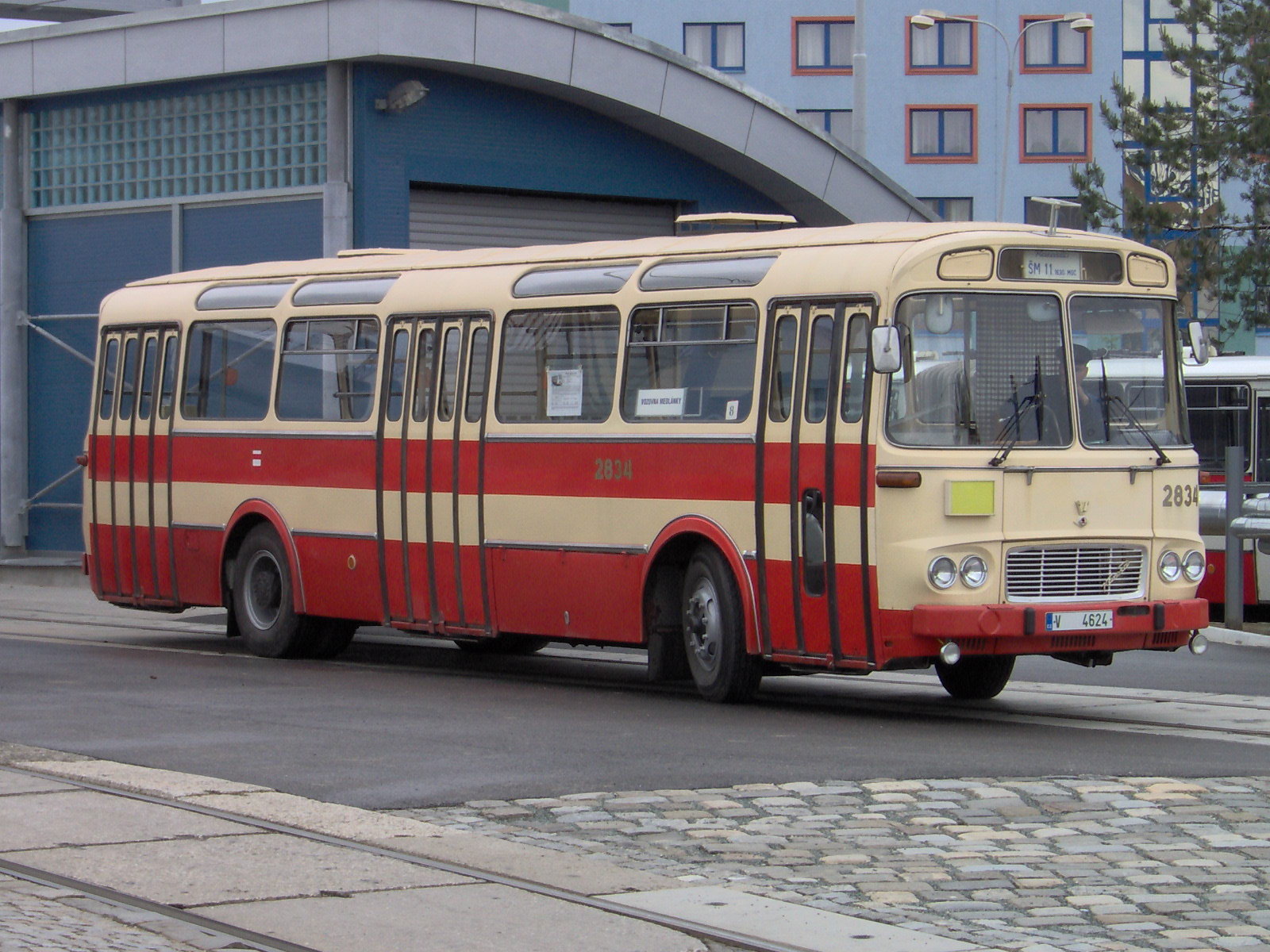
Karosa ŠM 11 in Brno
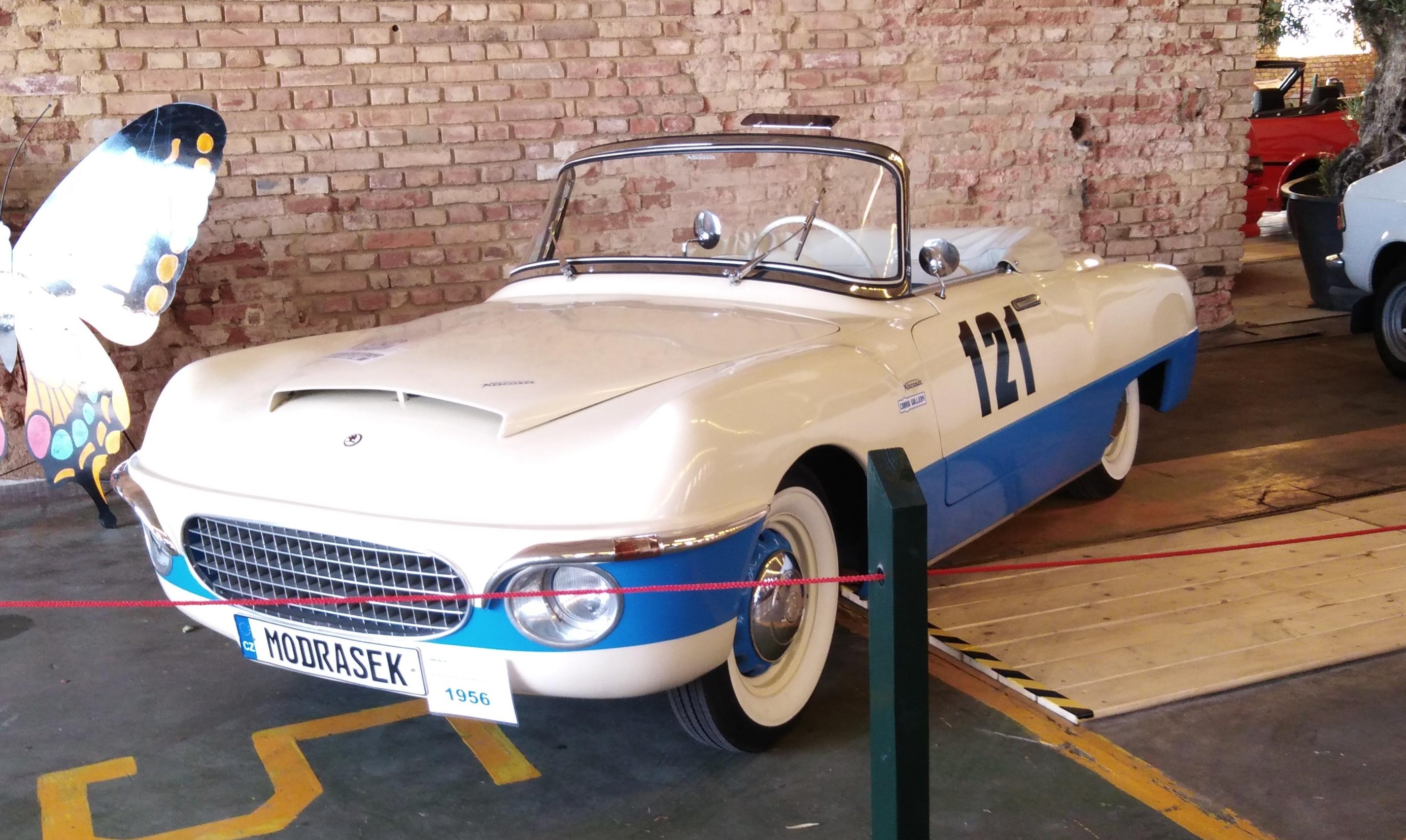
Škoda Karosa 440 Cabrio
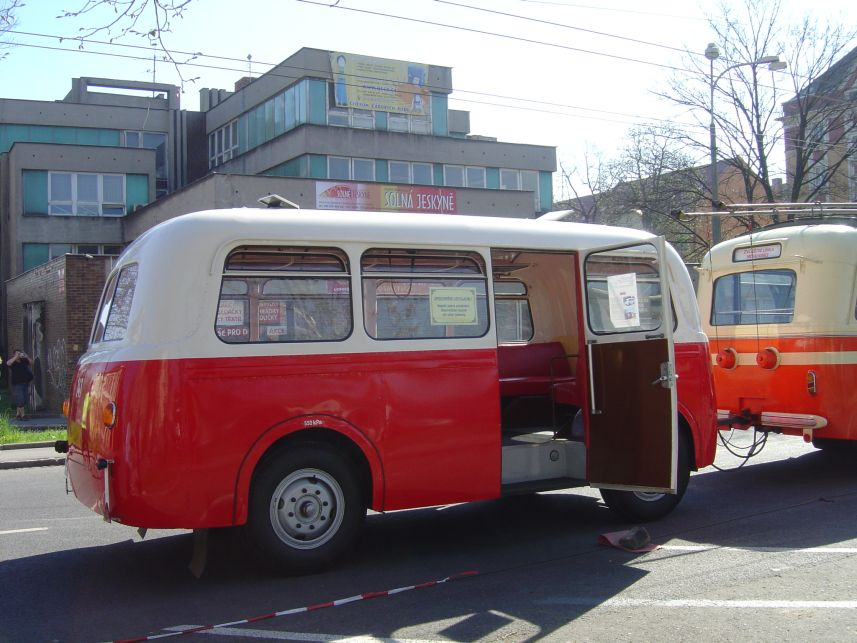
Karosa B 40-bijwagen voor bussen
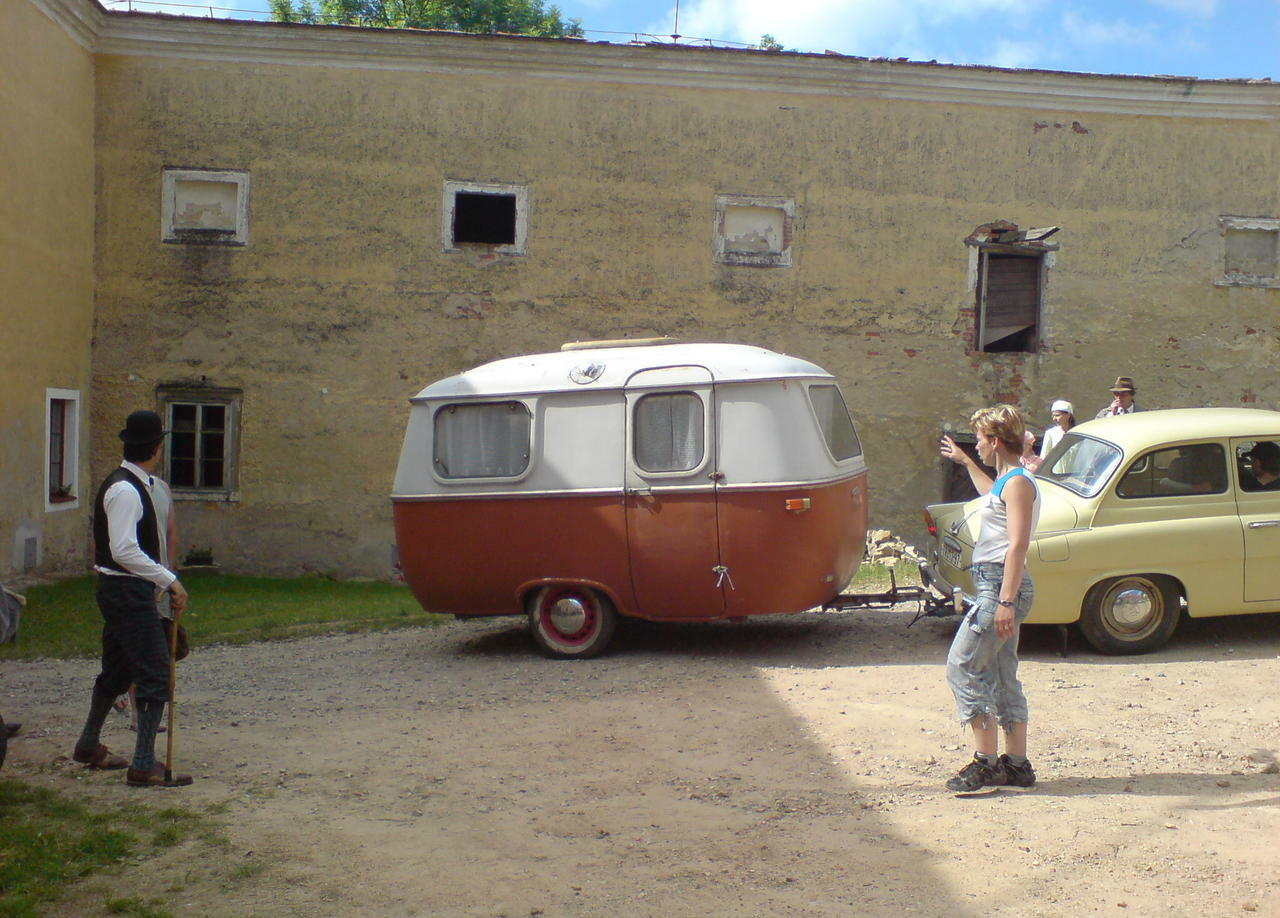
Karosa Dingo
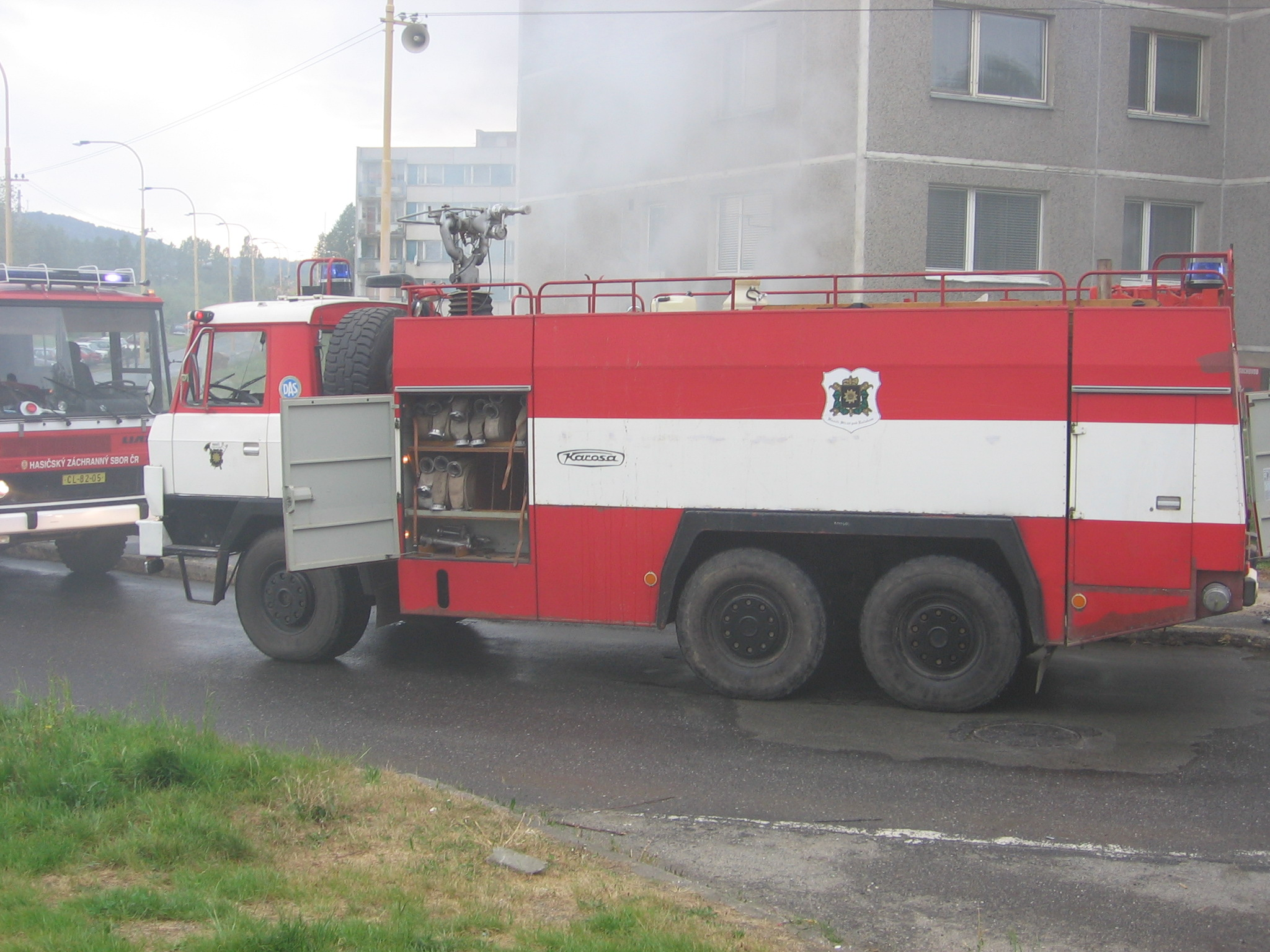
Karosa T 815 op basis van een Tatra T815
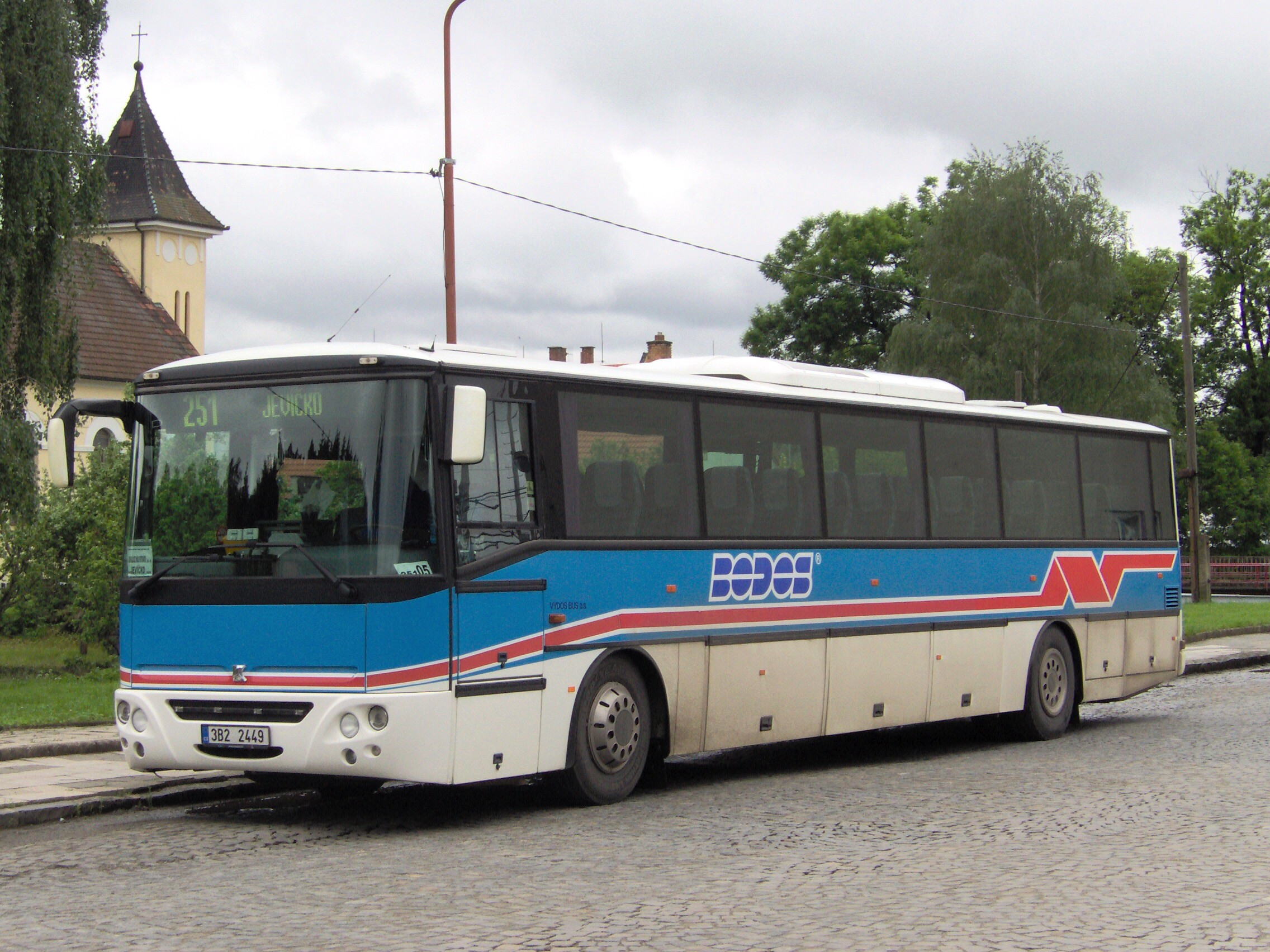
Karosa Axer